# Deutsche Gesellschaft für Pneumologie und Beatmungsmedizin
Die Deutsche Gesellschaft für Pneumologie und Beatmungsmedizin e. V. (DGP) ist im deutschsprachigen Raum die größte und zugleich älteste medizinische Fachgesellschaft für Lungen- und Bronchialkrankheiten und versteht sich als ein Forum für alle auf dem Gebiet der Pneumologie tätigen Ärzte und Wissenschaftler. Von den über 5.000 Mitgliedern sind etwa 40 % Frauen. Publikationsorgan der Gesellschaft ist seit 1981 die Zeitschrift „Pneumologie“.

## Aufgaben und Ziele
Die Gesellschaft setzt sich ein für „die Förderung der Wissenschaft, Forschung und Lehre, der Fort- und Weiterbildung, Prävention, Krankenversorgung und Rehabilitation im Bereich der gesamten Pneumologie, einschließlich der Intensivmedizin mit Schwerpunkt Beatmungsmedizin“. Sie fördert die „Kooperation von ärztlichen und assoziierten Berufsgruppen“ innerhalb des Fachgebiets, versteht sich als Interessensvertretung in der Öffentlichkeit und arbeitet eng mit „anderen Organen und Fachgesellschaften zusammen“.
Zentrale Aufgaben der Gesellschaft bestehen in der Organisation von Fachkongressen, der Erarbeitung von Leitlinien und Stellungnahmen sowie der Nachwuchsförderung. Wesentliche Anliegen sind neben der Verbesserung von Aus-, Weiter- und Fortbildung eine verstärkte Aufklärungsarbeit und Prävention hinsichtlich des gesamten Spektrums an Lungenkrankheiten. Außerdem ist die Thematik der Tabakentwöhnung und die Positionierung zu E-Zigaretten und weiteren neuartigen Tabak- und Nikotinprodukten ein zentrales Thema der DGP. Stärker in den Blick gerückt ist auch das Interesse an Qualität und Wirtschaftlichkeit in pneumologischen Kliniken.

### Jahreskongresse
Die mehrtägigen Kongresse der DGP werden unter Federführung von eigens gewählten Tagungspräsidenten und einer Programmkommission sowie unter Einbeziehung der wissenschaftlichen Sektionen der Gesellschaft organisiert und finden an verschiedenen Orten in Deutschland statt. In den letzten Jahren lag die Teilnehmerzahl je nach Tagungsort im Durchschnitt bei 4.000. Die Programmhefte ab 2015 sind online einsehbar. Zudem werden zahlreiche Veranstaltungen live übertragen bzw. sind als Videos im Nachhinein abrufbar (DGP on demand). Neben Fachvorträgen und Fortbildungsveranstaltungen hat sich seit Jahren im „Beiprogramm“ der sogenannte Lungenlauf etabliert.

### Preise
Die DGP schreibt jährlich zwei Forschungspreise, einen Preis für Digitale Medizin in der Pneumologie sowie mehrere Poster- und Sektionspreise aus.
Im Rahmen des Kongresses finden außerdem Preisverleihungen der kooperierenden Institutionen Deutsche Lungenstiftung e. V. (Dissertationspreis Pneumologie, Schüler-Kreativwettbewerb, Medienpreis der Lungenstiftung) und der Deutschen Atemwegsliga e. V. (Forschungsstipendium für klinische Pneumologie) statt.

### Kooperationen
Der in der Satzung verankerten Aufklärungs- und Öffentlichkeitsarbeit dient die Zusammenarbeit mit verwandten Organisationen wie dem Bundesverband der Pneumologie (BdP), der Deutschen Atemwegsliga e. V. (DAL), der Deutschen Lungenstiftung e. V., dem Deutschen Zentralkomitee zur Bekämpfung der Tuberkulose e. V. (DZK), dem Verband pneumologischer Kliniken (VPK), der Deutschen Gesellschaft für Thoraxchirurgie (DGT), der Wissenschaftlichen Arbeitsgemeinschaft für die Therapie der Lungenkrankheiten (WATL) sowie den regionalen Gesellschaften für Pneumologie (nord-, mittel-, west-, süddeutsche Gesellschaft), die teilweise aus der DGP heraus entstanden sind. Auch die Initiativen Deutscher Lungentag oder das Aktionsbündnis Nichtrauchen e. V. (ABNR) sind von der DGP mitbegründet worden. Enge Verbindungen bestehen außerdem zu Selbsthilfeorganisationen und zu internationalen Gesellschaften wie der Österreichischen und der Schweizerischen Gesellschaften für Pneumologie oder der European Respiratory Society (ERS), bei letzter inzwischen im Rahmen einer Doppelmitgliedschaft. Auf der Basis gemeinsamer Interessen werden konzertierte Aktionen hinsichtlich pneumologischer Forschungsförderung, Stärkung des Fachgebietes in der medizinischen Ausbildung oder politischer Lobbyarbeit wie beispielsweise dem Nichtraucherschutz (Mitglied des Aktionsbündnis Nichtrauchen [ABNR]) entwickelt. Ein Erfolg der DGP ist auch die 2011 erfolgte Einrichtung des Deutschen Zentrums für Lungenforschung (DZL), ein vom Bundesministerium für Bildung und Forschung (BMBF) initiierter Verbund, der Wissenschaftler an fünf Standorten vernetzt, die wiederum mehrere universitäre und außeruniversitäre Partnerinstitutionen umfassen.
Zum Weltnichtrauchertag 2020 warnten große Ärzte-Fachverbände wie die DGB mit der Gesellschaft für Pädiatrische Pneumologie (GPP) und weiteren Gesundheitsorganisationen erstmals gemeinsam davor, die E-Zigarette als Option für Menschen zu sehen, die mit dem Rauchen aufhören möchten“. E-Zigaretten seien keine Alternative zur Rauchentwöhnung, betonten die Verbände und forderten flächendeckend „professionelle Entwöhnungsprogramme, die Rauchern kostenfrei zur Verfügung stehen. Die Organisationen unterstützten die Werbeverbotsforderungen der Stiftung Deutsche Krebshilfe für Tabak und Zigaretten aller Art. Der Präsident der Bundesärztekammer Klaus Reinhardt forderte: „Angesichts von rund 120.000 Tabak-Toten jährlich brauchen wir umfassende gesetzliche Regelungen, die möglich schnell umgesetzt und kurzfristig wirksam werden.“

### Stärkung der Ausbildung und des Nachwuchses
Die Entwicklung der Pneumologie als ein eigenständiges Fach ist seit Gründung der DGP ein zentrales Anliegen, das auch in der Auseinandersetzung mit Fragen der Aus- und Weiterbildung und der universitären Verankerung des Fachs seinen Ausdruck findet. Um jungen Ärztinnen und Ärzten den Einstieg in die Pneumologie zu erleichtern, bietet die DGP mit der Akademie ein Forum an, das eigene Veranstaltungsreihen plant. Die DGP setzt sich für eine Stärkung der pneumologischen Ausbildung im Medizinstudium und die Einrichtung eigenständiger Professuren an den Universitäten ein, um das wissenschaftliche Niveau auch im internationalen Vergleich halten zu können.
In der YoungDGP sind Mitglieder unter 40 Jahren organisiert. Sie vertritt junge Ärztinnen und Ärzte in Weiterbildung, junge Fachärztinnen und Fachärzte und Medizinstudentinnen und -studenten in der Pneumologie.

### Frauen in der Pneumologie
Schon seit 2008 besteht eine Arbeitsgruppe der Frauen in der Pneumologie, die sich explizit an Ärztinnen richtet. Sie ist fester Bestandteil der DGP-Kongresse. Die Gruppe organisiert spezielle Angebote und Seminare u. a. zu Gendermedizin und hat ein Mentorinnen-Programm. Ein Ziel der Gruppe besteht darin, sowohl für Pneumologinnen als auch für Pneumologen ein Arbeitsumfeld zu schaffen, das die optimale Vereinbarung von Beruf und Familie zulässt.

## Geschichte

### Gründungsphase

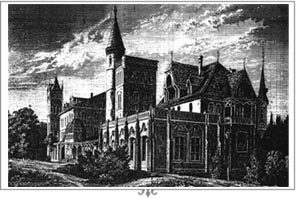
Das erste deutsche Tuberkulose-Sanatorium in Görbersdorf von Hermann Brehmer (um 1870, heute in Polen)

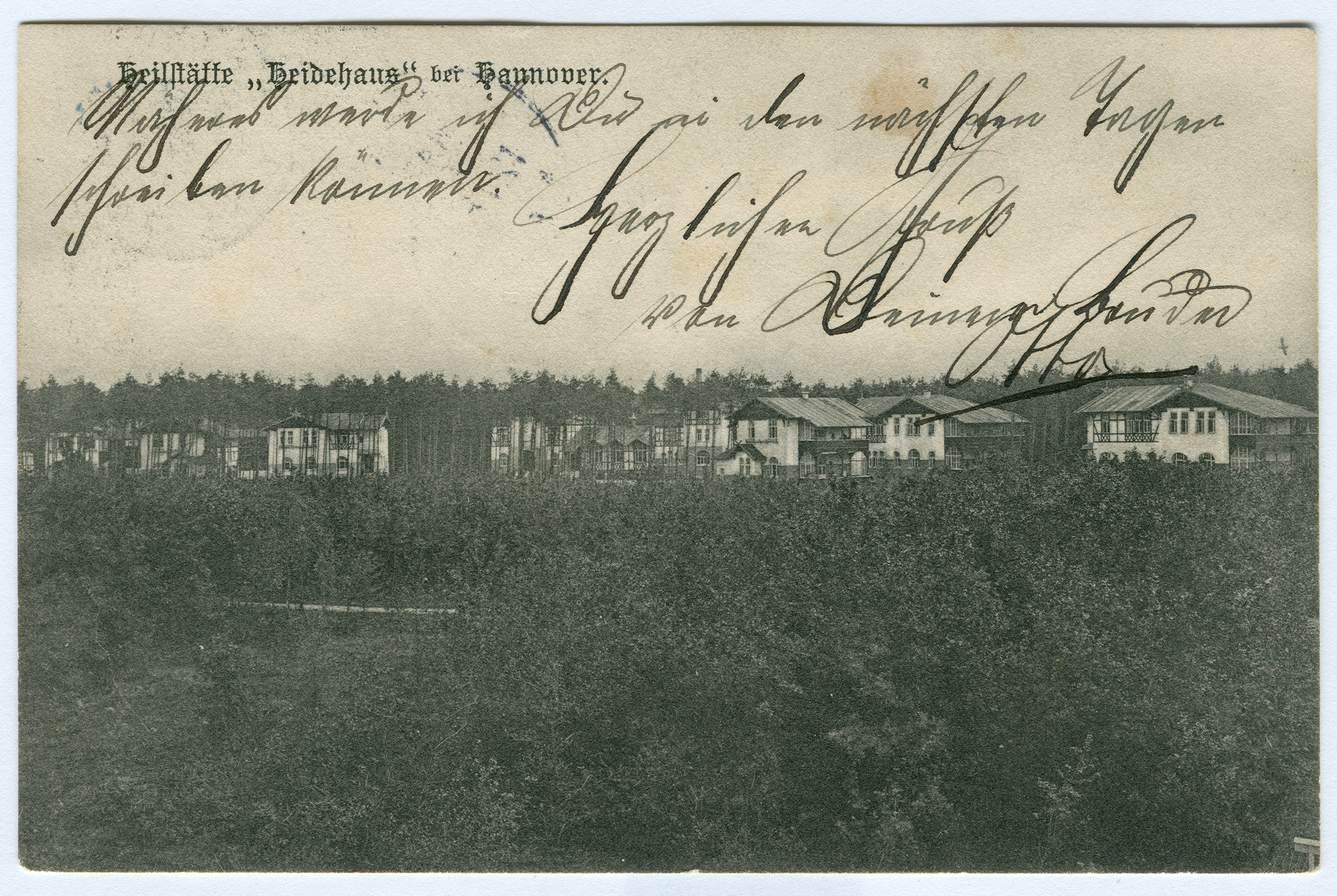
Ansichtskarte von der Heilstätte Heidehaus, der Wirkstätte Otto Zieglers, um 1907

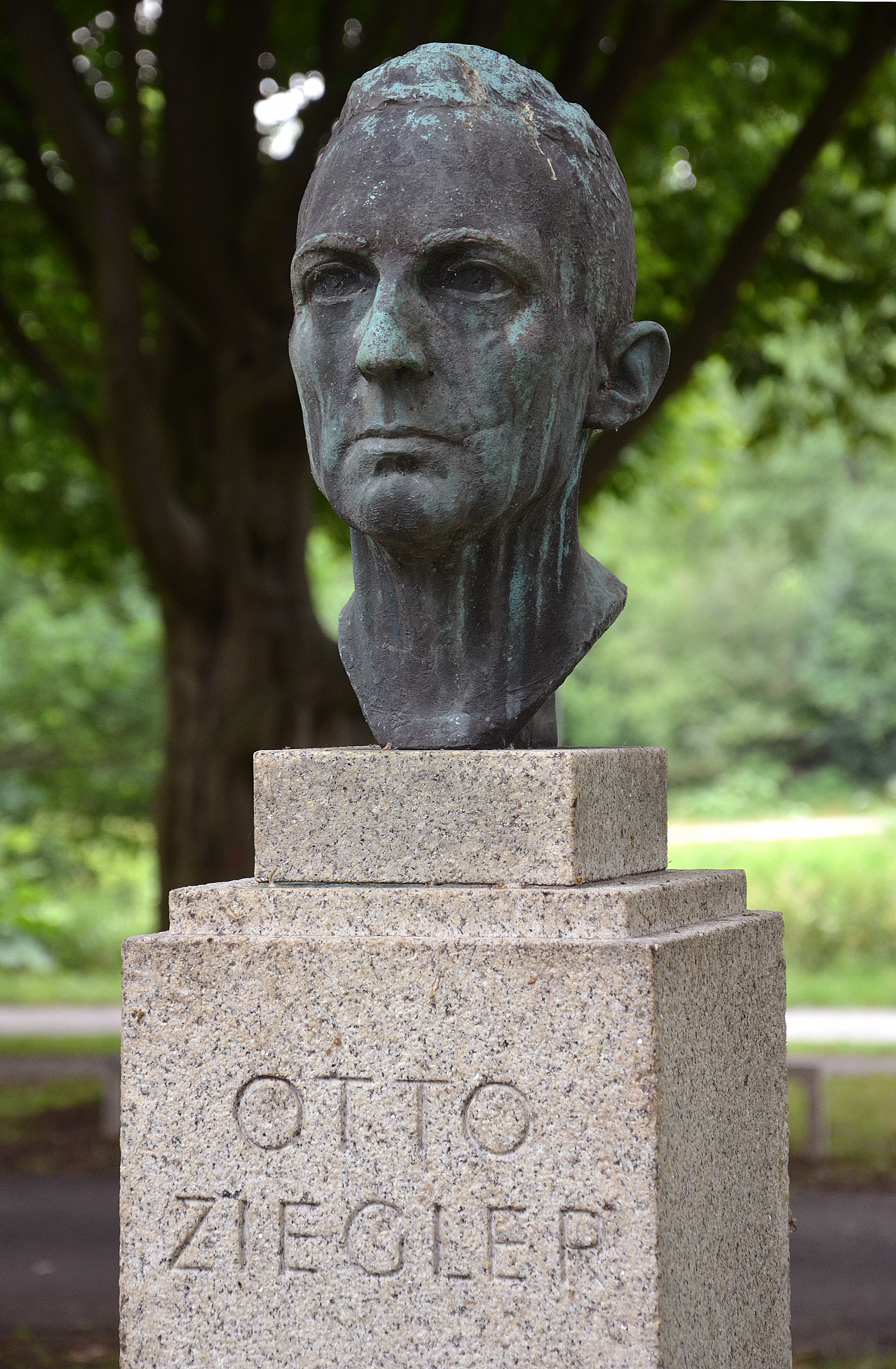
Büste von Otto Ziegler beim KRH Klinikum Siloah;
Bildhauer August Waterbeck

Die DGP hat ihren Ursprung in der 1910 u. a. von Ludolph Brauer (1865–1951) gegründeten Vereinigung der Lungenheilanstaltsärzte, die sich mit der seit 1920 bestehenden Deutschen Gesellschaft der Tuberkuloseärzte zunächst zu einer Arbeitsgemeinschaft und 1925 zur Deutschen Tuberkulose-Gesellschaft (DTG) zusammenschloss. Die Volkskrankheit Tuberkulose hatte sich zu Beginn des 20. Jahrhunderts zur zweithäufigsten Todesursache in Deutschland entwickelt, war aber bereits im 19. Jahrhundert viel diskutierter Gegenstand ärztlicher Diagnostik und Therapie. Faktoren wie die häufige Thematisierung der Tuberkulose auf Kongressen der Gesellschaft für Innere Medizin, die Entdeckung des Tuberkuloseerregers (Mykobakterien Mycobacterium tuberculosis) durch Robert Koch 1882, die Etablierung der Heilstättenbewegung in Deutschland durch Peter Dettweiler 1892 sowie die Gründung des Vorläufers des heutigen DZKs (1895) sprechen für sich.
Leitende Gründungsidee war weniger eine Beförderung des „Organspezialistentums“ als vielmehr ein interdisziplinärer Ansatz, nämlich die „Zusammenfassung der in den verschiedensten Fächern zerstreuten und versteckten Wissenschaft von der Tuberkulose“.
Unter dem Vorsitz von Otto Ziegler (1879–1931), Chefarzt der Heilstätte Heidehaus, erfolgte die offizielle Gründung der DTG anlässlich einer gemeinsamen Tagung von Lungenheilanstalts- und Tuberkulosefürsorgeärzten 1925 in Danzig.
Explizit wurde darauf Wert gelegt, neben den praktisch tätigen Ärzten auch „Vertreter der ärztlichen Wissenschaften (vor allem Universitäten)“ einzubinden. Eine weitere Signalwirkung versprach man sich von verstärkten Kooperationen sowohl auf medizinischer Ebene – als „einmütige Zusammenarbeit der Fürsorgestellen, Heilstätten und Krankenhäuser“ – als auch auf politisch-organisatorischer Ebene gegenüber Behörden und der Öffentlichkeit. Daneben wurde die Bedeutung und Eigenständigkeit des Faches Lungenheilkunde hervorgehoben. Neben den namhaften Tuberkulosespezialisten Ludolph Brauer, Otto Ziegler, Franz Redeker, Johannes Ritter, Oskar Pischinger oder Ernst von Romberg zählten auch Chirurgen wie Ferdinand Sauerbruch zu den Gründungsvätern der DTG. Im Zentrum der ersten Aktivitäten standen die Tagungen der DTG, deren ausführliche Protokolle („Verhandlungsberichte“) in den von Ludolph Brauer herausgegebenen „Beiträgen zur Klinik der Tuberkulose“ publiziert wurden.

### Zeit des Nationalsozialismus

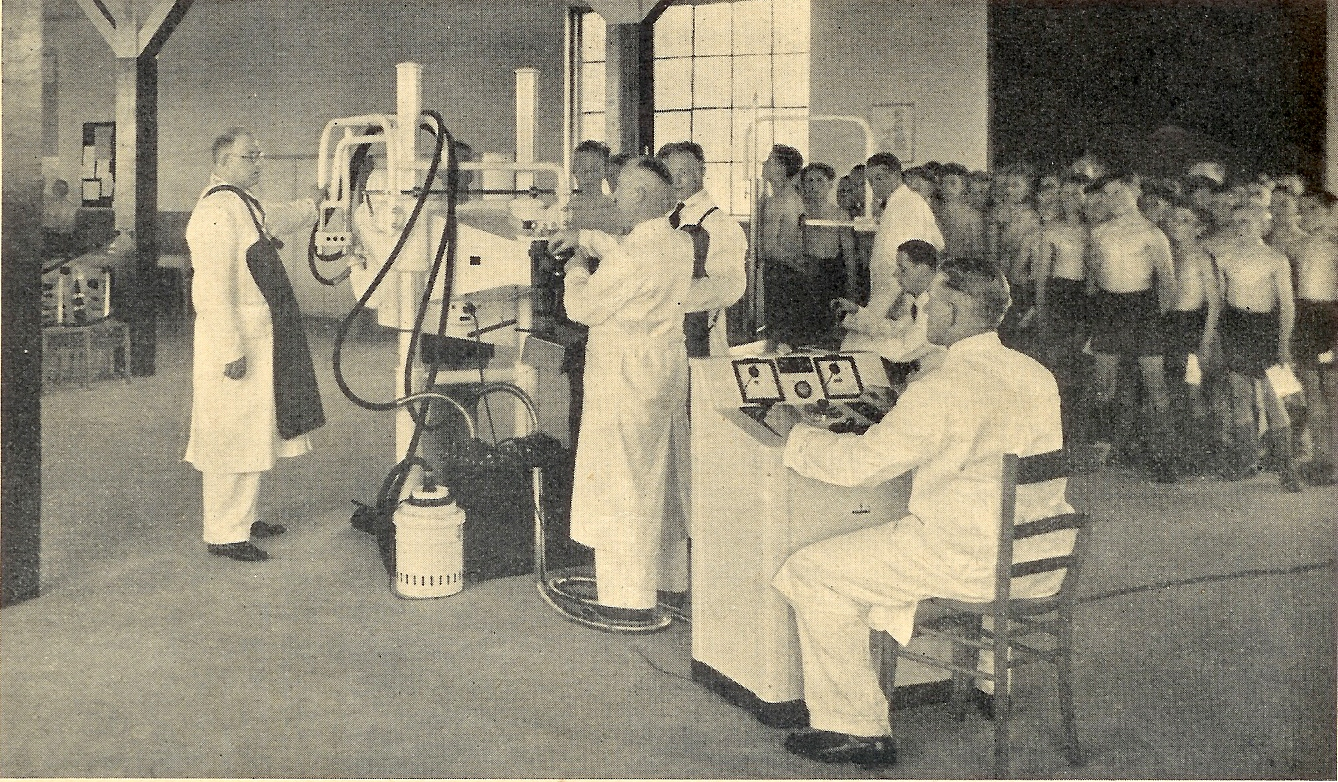
Reihenuntersuchung der Lehrlinge im Stahlwerk Mannheim, A.G. 1939

Die NS-Geschichte der Gesellschaft und ihrer Vorgängerorganisationen ist im Rahmen eines von der DGP beauftragten Projekts näher untersucht und 2018 in der Publikation „Die Lungenheilkunde im Nationalsozialismus“ veröffentlicht worden (2019 als englischsprachige Kurzfassung „Pulmonary Medicine during National Socialism“).
Eine zentrale Rolle nicht nur innerhalb der DTG spielte in dieser Zeit der langjährige Geschäftsführer Julius Emil Kayser-Petersen (1886–1954), der dieses Amt von 1925 bis 1945 ausübte. Kayser-Petersen nahm auch als Generalsekretär des Reichs-Tuberkulose-Ausschusses – ehemals Deutsches Zentralkomitee zur Bekämpfung der Tuberkulose (DZK) – und durch weitere Schlüsselpositionen wesentlichen Einfluss auf die Tuberkulosepolitik in der Zeit des Nationalsozialismus. Die Aktivitäten der DTG konzentrierten sich bei stark wachsenden Mitgliederzahlen (von 379 in 1925 bis über 1.000 in 1941) weiterhin auf die Organisation von Kongressen, die allerdings von 1941 bis zur Auflösung der DTG 1945 kriegsbedingt eingestellt werden mussten und erst 1947 nach Wiedergründung der Gesellschaft unter Vorsitz von Franz Ickert (1883–1954) wieder aufgenommen werden konnten. Fachspezifische Diskussionen thematisierten die Frage der Vererbbarkeit von Tuberkulose, die „Arbeits- und Ehefähigkeit“ von Tuberkulosekranken und ihre mögliche Sonderstellung („Zwangsasylierung“). Sie mündeten in zahlreiche restriktive Verordnungen und Richtlinien des Reichs-Tuberkulose-Ausschusses, der zum zentralen Akteur in der „totalen Tuberkulosebekämpfung“ wurde. Der Maßnahmenkatalog umfasste u. a. Eheverbote, Zwangseinweisungen und Asylierung in Sonderanstalten, in denen unheilbar erkrankte TB-Patienten dem „Hungersterben“ überlassen oder auch gezielt getötet wurden. TB-Kranke fielen auch medizinischen Experimenten in Konzentrationslagern zum Opfer.
Die DTG führte wie wohl alle Fachgesellschaften 1933 den „Arierzwang“ für Vorstandsmitglieder ein. 1938 wurde jüdischen Ärzten die Approbation entzogen, 1939 beklagte die DTG einen „durch den Umbruch verursachten Rückgang in der Mitgliederzahl“. Von den 1932 56 nachweislich jüdischen DTG-Mitgliedern waren 1939 noch drei in der Gesellschaft.
Die Lungenheilkunde befasste sich neben der Tuberkulose und den obstruktiven Atemwegs- und Lungenkrankheiten wie Asthma und Bronchiektasen auch mit den Gefahren des Rauchens, die vor allem von Fritz Lickint (1898–1960) klar erkannt worden waren. Die vom NS-Regime forcierte Tabakbekämpfung führten u. a. dazu, dass 1939 ein absolutes Rauchverbot in allen Lungenheilstätten und Tuberkulosekrankenhäusern empfohlen wurde.

### Nachkriegszeit
Die Nachkriegszeit der DTG stand unter dem Einfluss der erneut grassierenden Tuberkulose, deren Prävalenz in den Folgejahren in beiden deutschen Staaten eine ähnliche Entwicklung nahm. Während jedoch in der DDR die Bekämpfung durch zentrale Präventionsmaßnahmen (BCG-Impfung, Röntgenreihenuntersuchungen) flächendeckend erfolgte, brachte in der BRD vor allem der frühe Einsatz der neuen Tuberkuloseantibiotika einschneidende Verbesserungen. Der in beiden deutschen Staaten seit den 1950er-Jahren erfolgte Rückgang der Tuberkulose war Ursache für das sogenannte „Heilstätten-Sterben“ und die Herausbildung pneumologischer Spezialkliniken mit der Konzentration auf Krankheitsbilder wie Lungenkrebs, Asthma, chronische Bronchitis und Emphysem (COPD), interstitielle Lungenerkrankung und allgemein umwelt- und arbeitsbedingte Lungenkrankheiten. Auch in den Namensänderungen der Fachgesellschaften in Ost und West (siehe Tabelle) spiegelt sich diese Entwicklung wider.

### Die Fachgesellschaften in DDR und BRD
1957 erfolgte mit der Gründung der „Wissenschaftlichen Tuberkulose-Gesellschaft in der Deutschen Demokratischen Republik“ die Spaltung der DTG in eine west- und eine ostdeutsche Gesellschaft bis zur erneuten Vereinigung 1991. In diesem Zeitraum nahmen beide Gesellschaften, u. a. bedingt durch äußere Faktoren wie Standards der medizinischen Versorgung und fachliche Austauschmöglichkeiten, unterschiedliche Entwicklungen, wiesen aber auch Parallelen auf, so z. B. in der Ausweitung des Fachs auf weitere Lungenkrankheiten (Pneumonie, pulmonale Hypertonie) und neue Untersuchungstechniken in der Lungenfunktionsdiagnostik und in der Endoskopie, der Anpassung der Facharztweiterbildung (internistische Grundausbildung mit anschließender Spezialisierung) sowie in der Einrichtung von fachspezifischen Arbeitsgruppen und der Erarbeitung von Empfehlungen.

### Wandel nach 1990
Medizinische Fortschritte in der Lungenfunktionsdiagnostik, der Bronchoskopie, der Sauerstoff-Langzeittherapie und der Computertomografie fanden zwar Eingang in die Arbeit der DGP, wurden auch aber in anderen Foren wie der „Gesellschaft für Lungen- und Atemwegsforschung“ diskutiert. Die DGP durchlief ab Mitte der 1970er-Jahre eine Phase der Stagnation, die in rückläufigen Mitgliederzahlen zum Ausdruck kam (Tiefstand 1984: 900) und erst ab Mitte der 1990er-Jahre eine Wende erfuhr: 1991 erfolgte die Vereinigung der beiden deutschen Fachgesellschaften und eine tiefgreifenden Umstrukturierung, die ab 1992 von einem Kreis jüngerer Pneumologinnen und Pneumologen initiiert wurde. Zu den Neuerungen gehörten die Etablierung wissenschaftlicher Sektionen, die Einsetzung eines Kongresspräsidenten, die Umgestaltung der seitdem wieder jährlich stattfindenden Kongresse mit Plenarsitzungen, Symposien, Hot-Topic-Sitzungen und Workshops sowie die Beteiligung an öffentlichkeitswirksamen PR-Kampagnen zur Tabakprävention. Die positive Auswirkung dieser Änderungen ist an der steigenden Anzahl von Kongressteilnehmenden (s. o.) und Mitgliedern abzulesen: Innerhalb der letzten 30 Jahre hat sich die Mitgliederzahl der DGP nahezu vervierfacht (1992: 1.117, 2002: 2.063, 2012: 3.093, 2021: 4.600, 2024: ca. 5.000).

## Struktur und Gremien
Die Arbeit des ehrenamtlichen Vorstandes und der hauptamtlichen Geschäftsführung wird von einem wissenschaftlichen Beirat unterstützt, der sich aus Vertretern der wichtigsten pneumologischen Organe in Deutschland zusammensetzt.
Eine große Rolle spielen die 18 wissenschaftlichen Sektionen und diverse Arbeitsgruppen, die sich mit Teilaspekten des Fachs bzw. des Berufsstandes befassen. Insbesondere die Sektionen spiegeln die Querverbindungen der Pneumologie zu anderen medizinischen Fächern und die Schwerpunktthemen innerhalb der Gesellschaft wider und bilden Foren für den wissenschaftlichen Austausch, gemeinsame Forschungsprojekte und verbandspolitische Initiativen. Die i. d. R. von zwei Sprecherinnen oder Sprechern geleiteten Sektionen bieten ihren Mitgliedern regelmäßige Fortbildungen an und erarbeiten die von der DGP verabschiedeten und publizierten Leitlinien.
Seit 1994 wird die wissenschaftliche Arbeit der Gesellschaft von den Sektionen getragen, die verschiedene Schwerpunkte der Pneumologie repräsentieren. Seit 2024 sind nahestehende Sektionen in fünf verschiedenen Assemblys thematisch miteinander verbunden:

Assembly A: Klinische Pneumologie
- Sektion A1: Asthma, Allergologie und Immunologie
- Sektion A2: Chronisch obstruktive Lungenerkrankung (COPD)
- Arbeitsgruppe A2.1: Pneumologische Altersmedizin
- Sektion A3: Interstitielle und seltene Lungenerkrankungen
- Arbeitsgruppe A3.1: Lungentransplantation
- Sektion A4: Palliativmedizin

Assembly B: Onkologie, Endoskopie, pulmonale Intervention
- Sektion B1: Pneumologische Onkologie
- Sektion B2: Endoskopie
- Arbeitsgruppe B2.1: Klinische Zytologie
- Arbeitsgruppe B2.2: Interventionelle chirurgische Lungenemphysem-Zentren
- Arbeitsgruppe B2.3: Thorakale Sonographie
- Sektion B3: Thoraxchirurgie

Assembly C: Intensivmedizin, respiratorische Insuffizienz und Schlafmedizin
- Sektion C1: Intensivmedizin und akute respiratorische Insuffizienz
- Arbeitsgruppe C1.1: WeanNet
- Sektion C2: Chronisch-respiratorische Insuffizienz und außerklinische Beatmung
- Sektion C3: Schlafmedizin
- Sektion C4: Atmungstherapie und Gesundheitsfachberufe

Assembly D: Grundlagen- und translationale Forschung, Infektiologie und Umweltnoxen
- Sektion D1: Infektiologie und Tuberkulose
- Arbeitsgruppe D1.2: Mukoviszidose
- Sektion D2: Grundlagen- und translationale Lungenforschung
- Sektion D3: Arbeitsmedizin, Umwelt- und Aerosolmedizin, Sozialmedizin, Epidemiologie

Assembly E: Pathophysiologie und Funktionsstörungen
- Sektion E1: Kardiorespiratorische Interaktion und Pulmonale Hypertonie
- Arbeitsgruppe E1.2: Spiroergometrie
- Sektion E2: Funktionsdiagnostik und Pathophysiologie
- Sektion E3: Tabakprävention und Gesundheitsfürsorge
- Sektion E4: Pulmonale Rehabilitation
- Arbeitsgruppe E4.1: Psychopneumologie

## Publikationen und Empfehlungen
Seit 1980 hat die DGP, teils in Zusammenarbeit mit anderen Organisationen (DAL, DZK), über 100 Leitlinien bzw. Empfehlungen erarbeitet, die von einer eigens eingerichteten Leitliniengruppe koordiniert werden. Kooperativ entstanden sind beispielsweise die sogenannte CAP-Leitlinie 2009 oder 2010 die Leitlinie „Prävention, Diagnostik, Therapie und Nachsorge des Lungenkarzinoms“ Aktuell erschienen ist die „Leitlinie zur Diagnostik und Therapie der idiopathischen Lungenfibrose“.
Neben Positionspapieren und Stellungnahmen zu aktuellen lungenspezifischen Themen publiziert die DGP darüber hinaus Empfehlungen z. B. zur „Infektionsprävention bei Tuberkulose“ (2012) und zu „Belastungsuntersuchungen in der Pneumologie“ (2013).
Aus dem Kreis der DGP ist außerdem das „Weißbuch Lunge“ hervorgegangen. Erstmals 1996 publiziert, ist es zuletzt im März 2023 als vollständig überarbeitete Neuauflage im Selbstverlag erschienen. Zudem wurde seit 2016 in nunmehr mehreren überarbeiteten Auflagen ein Lehrbuch für Atmungstherapie im Selbstverlag aufgelegt, welches über die Geschäftsstelle der DGP zu beziehen ist.

## Namensänderungen und Präsidentschaften
| 1910      | Vereinigung der Lungenheilanstaltsärzte                                             |
| --------- | ----------------------------------------------------------------------------------- |
| 1910–1912 | Nikolaus Nahm                                                                       |
| 1913–1925 | Oskar Pischinger                                                                    |
| 1920      | Gesellschaft Deutscher Tuberkulosefürsorgeärzte                                     |
| 1920–1925 | Karl Heinz Blümel                                                                   |
|           | Zusammenschluss beider Gesellschaften                                               |
| 1925      | Deutsche Tuberkulose-Gesellschaft (DTG)                                             |
| 1925      | Otto Ziegler                                                                        |
| 1926      | Ernst von Romberg                                                                   |
| 1927–1928 | Hermann Braeuning                                                                   |
| 1929–1930 | Johannes Ritter                                                                     |
| 1931–1932 | Ferdinand Neufeld                                                                   |
| 1933–1934 | Franz Redeker                                                                       |
| 1935      | Hermann Braeuning                                                                   |
| 1936–1937 | Georg Schröder                                                                      |
| 1938–1939 | Ludwig Aschoff                                                                      |
| 1940–1941 | Kurt Klare                                                                          |
| 1942–1945 | Hellmuth Ulrici                                                                     |
|           | Wiedergründung nach dem Zweiten Weltkrieg                                           |
| 1947      | Deutsche Tuberkulose-Gesellschaft (DTG)                                             |
| 1947–1949 | Franz Ickert                                                                        |
| 1950      | Hans Kleinschmidt                                                                   |
| 1951      | Joachim Hein                                                                        |
| 1952      | Erich Schröder                                                                      |
| 1953      | Kurt Lydtin                                                                         |
| 1954      | Hans Wurm                                                                           |
| 1955–1956 | Eugen Schrag                                                                        |
| 1957–1958 | Heinrich Brügger                                                                    |
| 1959      | Erwin Uehlinger                                                                     |
| 1960–1962 | Harry Schmitz                                                                       |
| 1963–1964 | Paul-Georg Schmidt                                                                  |
|           | Weitere Entwicklung in der BRD                                                      |
| 1964      | Deutsche Gesellschaft für Tuberkulose und Lungenkrankheiten (DGTL)                  |
| 1965–1966 | Karl Wilhelm Kalkoff                                                                |
| 1967–1968 | Karl Breu                                                                           |
| 1969–1970 | Karl Unholtz                                                                        |
| 1971–1972 | Enno Freerksen                                                                      |
| 1972      | Deutsche Gesellschaft für Lungenkrankheiten und Tuberkulose (DGLT)                  |
| 1973–1974 | Christian Göttsching                                                                |
| 1975–1976 | Herbert Blaha                                                                       |
| 1977–1978 | Kurt Simon                                                                          |
| 1979–1980 | Karl Ludwig Radenbach                                                               |
| 1980      | Deutsche Gesellschaft für Pneumologie und Tuberkulose (DGPT)                        |
| 1981–1982 | Rudolf Ferlinz                                                                      |
| 1983–1984 | Werner Maaßen                                                                       |
| 1985–1986 | Friedrich Trendelenburg                                                             |
| 1987–1988 | Helmut Fabel                                                                        |
| 1989–1990 | Wolfgang T. Ulmer                                                                   |
|           | Neugründung und Entwicklung in der DDR                                              |
| 1957      | Wissenschaftliche Tuberkulose-Gesellschaft in der Deutschen Demokratischen Republik |
| 1957–1958 | Adolf Tegtmeier                                                                     |
| 1959–1960 | Walter Lindig                                                                       |
| 1961      | Gesellschaft für Tuberkulose und Lungenkrankheiten in der DDR                       |
| 1961–1962 | Martin Fröhlich                                                                     |
| 1963      | Gesellschaft für Lungenkrankheiten und Tuberkulose in der DDR                       |
| 1963–1964 | Hans Wolf                                                                           |
| 1965–1966 | Heinrich Friedel                                                                    |
| 1967–1968 | Paul Steinbrück                                                                     |
| 1969–1971 | Wolfgang Tetzner                                                                    |
| 1972–1975 | Helmut Eule                                                                         |
| 1976      | Gesellschaft für Bronchopneumonologie und Tuberkulose der DDR                       |
| 1976–1978 | Hans-Georg Ganguin                                                                  |
| 1979–1981 | Herbert Herrmann                                                                    |
| 1982–1984 | Helga Scharkoff                                                                     |
| 1985–1987 | Walter Schilling                                                                    |
| 1989–1990 | Bernhard Wiesner                                                                    |
| 1990      | Gesellschaft für Pulmonologie und Tuberkulose e. V.                                 |
| 1990–1991 | Bernhard Wiesner                                                                    |
| 1990      | Überführung in das BRD-Vereinsregister                                              |
| 1991      | Auflösung der DDR-Gesellschaft                                                      |
|           | Entwicklung der Gesellschaft nach der Wiedervereinigung                             |
| 1990      | Deutsche Gesellschaft für Pneumologie (DGP)                                         |
| 1991–1992 | Jürgen Meier-Sydow                                                                  |
| 1993–1994 | Robert Loddenkemper                                                                 |
| 1995–1996 | Nikolaus Konietzko                                                                  |
| 1997–1998 | Rainer Dierkesmann                                                                  |
| 1999–2000 | Gerhard W. Sybrecht                                                                 |
| 2001–2002 | Werner Seeger                                                                       |
| 2003–2004 | Helgo Magnussen                                                                     |
| 2005      | Deutsche Gesellschaft für Pneumologie und Beatmungsmedizin (DGP)                    |
| 2005–2007 | Dieter Köhler                                                                       |
| 2008–2009 | Helmut Teschler                                                                     |
| 2010–2011 | Claus Vogelmeier                                                                    |
| 2012–2013 | Heinrich Worth                                                                      |
| 2013–2015 | Tobias Welte                                                                        |
| 2015–2017 | Berthold Jany                                                                       |
| 2017–2019 | Klaus F. Rabe                                                                       |
| 2019–2021 | Michael Pfeifer                                                                     |
| 2021–2023 | Torsten Bauer                                                                       |
| 2023–2025 | Wolfram Windisch                                                                    |
| 2025–2027 | Christian Taube                                                                     |